# 참회록
참회록(懺悔錄)이란 1948년도에 하늘과 바람과 별과 시에 발표된 윤동주의 저항시이다.

## 전문
파란 녹이 낀 구리 거울 속에

내 얼굴이 남아 있는 것은

어느 왕조의 유물이기에

이다지도 욕될까.

 

나는 나의 참회(懺悔)의 글을 한 줄에 줄이자.

― 만(滿) 이십사 년 일 개월을

   무슨 기쁨을 바라 살아 왔던가.

 

내일이나 모레나 그 어느 즐거운 날에

나는 또 한 줄의 참회록(懺悔錄)을 써야 한다.

― 그 때 그 젊은 나이에

   왜 그런 부끄런 고백(告白)을 했던가.

 

밤이면 밤마다 나의 거울을

손바닥으로 발바닥으로 닦아 보자.

 

그러면 어느 운석(隕石) 밑으로 홀로 걸어가는

슬픈 사람의 뒷모양이

거울 속에 나타나온다.